# Карпати (Кам'янка-Бузька)
«Карпати» (Кам'янка-Бузька) — український аматорський футбольний клуб, представляє місто Кам'янка-Бузька Львівської області. Створений у 1988 році, відновлений у 2007 році на базі «Галичини» (Львів). 4-разовий чемпіон Львівської області. Володар Кубка України серед аматорів 2006.

## Історія
До 1990 року команда виступала в аматорському чемпіонаті Львівської області.
В 1991 році команда «Скала» (Стрий) отримала право виступати в другій лізі чемпіонату СРСР. Вона об'єднується з «Карпатами» (Кам'янка-Бузька) і під цією назвою стартує в чемпіонаті СРСР 1991 року. В наступному році в першому чемпіонаті України команда виступає вже під назвою «Скала» і представляла Стрий.
У Кам'янці-Бузькій відроджується футбольна команда, яка знову починає свій шлях в аматорському чемпіонаті Львівської області. У 2005 році «Карпати» стають чемпіонами Львівщини. Виступають в аматорському чемпіонаті України, а у 2006 році виграють Кубок України з футболу серед аматорських команд. У 2007 році у Львові вирішують відродити команду «Галичина» і роблять це на базі Кам'янки-Бузької.
«Карпати» стали фарм-клубом «Галичини» і змушені знову починати сходження з глибин чемпіонату області, а в Кубку України виступала «Галичина». У 2008 році «Карпати» посіли перше місце в 1-й лізі Львівщини, вийшовши до Прем'єр-ліги, а у 2009 році перемогли в обласній Прем'єр-лізі.

## Титули та досягнення
- Кубок України серед аматорів: 2006
- чемпіон Львівщини: 1989, 1993, 2005 і 2009

## Відомі гравці
- Богдан Бандура
- Віктор Вацко
- Андрій Гусін
- Сергій Данів
- Василь Кардаш
- Олександр Кулішевич
- Богдан Стронціцький
- Сергій Шафранський
- Ковалюк Володимир
- Ростислав Горецький